# MúzeumDigitár
A MúzeumDigitár gyűjteménykezelő és publikációs rendszer egyrészt a múzeumok, köz- és magángyűjtemények mindennapi nyilvántartási és gyűjteménykezelési feladatait segíti, másrészt az interneten keresztül a gyűjteményekhez való hozzáférést, a gyűjtemények közötti átjárhatóságot biztosítja, lehetővé téve a digitalizált kulturális javak sokrétű felhasználását mind a szakma, mind a kutatók és más érdeklődők számára.

„Számunkra minden gyűjtemény egyformán fontos, hiszen minden tárgy újabb és újabb szemszögből eleveníti fel a múltat, segít értelmezni a jelent és megérteni azt, hogy kik is vagyunk, milyen világban is éltek elődeink, illetve élünk ma. Magyarország csodálatos gyűjteményeinek kincseit, raktárakban őrzött, ritkán, vagy szinte soha nem látható tárgyait szeretnénk számba venni és a weben is megismerhetővé tenni mindenki számára.”

– A MúzeumDigitár küldetése: Fonyódi Krisztián, MD projektvezető

## Története
A múzeumi informatikai termékcsoport honosítása 2015-ben vette kezdetét, amikor a PNB-Photo Kft. megkezdte a németországi székhelyű Museum-digital felhőalapú számítástechnikai gyűjteménykezelő szoftver magyarországi bevezetését. A német fejlesztésű szofvter elindítása 2009-ben történt meg, amely azóta 579 múzeum, 2876 gyűjteményét és 284884 műtárgyát tömöríti. A rendszer 2019-re a magyar közgyűjteményi szféra egyik leginkább elterjedt szoftverévé vált, jelenleg 60 magyar köz- illetve magángyűjtemény és négy külföldi intézmény (Erdély, USA) alkalmazza.

## Termékek

### Md törzsrendszer (gyűjteménykezelő és publikációs rendszer)
- Törzsrendszerre épülő modulok 
  - Leltárkönyv nyomtatási modul
  - QR kódos műtárgymozgatási modul
  - Hő és páramérő modul
  - PhotoCloud DAM modul
  - Böngésző modul

## Szolgáltatások

### Digitalizálás
- műtárgyak
- történeti dokumentumok
- audiovizuális anyagok
- 3D tárgydigitalizálás

## A MúzeumDigitár felhasználói
- Bihari Múzeum
- Bakonynánai Német Nemzetiségi Önkormányzat
- Budakeszi Helytörténeti Gyűjtemény és Tájház
- Budakeszi Helytörténeti Gyűjtemény
- Budaörsi Bleyer Jakab Heimatmuseum
- Ceglédberceli Falumúzeum
- Cziffra György Nagytétényi Kulturális Központ – Helytörténeti Gyűjtemény
- Dornyay Béla Múzeum
- El Kazovszkij Alapítvány
- Erkel Ferenc Múzeum
- Evangélikus Országos Múzeum
- Ferenczy Múzeum Centrum
- Gömöri Múzeum
- Hajdú Ráfis János Mezőgazdasági Gépmúzeum
- Herman Ottó Múzeum
- Hímesháza Német Nemzetiségi Tájház
- Holló László Galéria
- Karacs Ferenc Múzeum
- Katasztrófavédelem Központi Múzeuma
- Kismarosi Sváb Muzeális Gyűjtemény
- Magyar Kereskedelmi és Vendéglátóipari Múzeum
- Magyar Mezőgazdasági Múzeum
- Magyar Műszaki és Közlekedési Múzeum
- Matyó Múzeum
- Nemzeti Örökség Intézete – Kegyeleti Múzeum
- Óbudai Múzeum
- Pannonhalmi Főapátsági Múzeum
- Petőfi Közérdekű Muzeális Gyűjtemény
- Postamúzeum
- Promontor – Budafoki Polgárok Gyűjteménye
- Római Katolikus Egyházi Gyűjtemény
- Rozsnyai István Muzeális Gyűjtemény
- Savaria Megyei Hatókörű Városi Múzeum
- Smidt Múzeum
- Szatmári Múzeum
- Sziklakórház Atombunker Múzeum
- Tari László Múzeum
- Tomory Lajos Pedagógiai és Helytörténeti Gyűjtemény
- Újbaroki Német Nemzetiségi Tájház
- Vecsési Német Nemzetiségi Tájház
- Viski Károly Múzeum
- Zenetörténeti Múzeum

### MúzeumDigitár
- MúzeumDigitár weboldala:  http://muzeumdigitar.hu/
- MuseumDigital (német) weboldala:  https://www.museum-digital.de/
- MúzeumDigitár gyűjteménykezelő és publikációs rendszer adatbeviteli útmutatója:  https://handbook.museum-digital.info/?lan=hu

### Internetes megjelenés
- MúzeumDigitár – modern rendszer helytörténeti múzeumoknak
- A Kismarosi Sváb Muzeális Gyűjtemény műtárgyai a MúzeumDigitár Internetes múzeumi rendszerben
- MúzeumDigitár 2016[halott link]
- DIGITSTRAT SZAKMAI NAP